# Portarlington
Portarlington (iriska: Cúil an tSúdaire) är ett samhälle i grevskapet Laois, på gränsen till Offaly på Irland. Portarlington är en viktig järnvägsknut för det västra järnvägsnätet och har tåg mot grevskap som Galway och grevskapet Mayo i väst, Cork, Limerick och Tralee i söder och Dublin och Kildare i öst. År 2006 hade orten totalt 7 092 invånare.
Staden grundades år 1666 av Sir Henry Bennet, en av Karl II av Englands sekreterare.